# Campeonato Sul-Americano de Atletismo de 1935
O Campeonato Sul-Americano de Atletismo de 1935 foi organizado pela CONSUDATLE entre os dias 11 a 14 de abril na cidade de Santiago, no Uruguai. Foram disputadas 24 provas com a presença de quatro nacionalidades.

## Medalhistas

### Masculino
| Evento                    | Ouro                           | Ouro     | Prata                           | Prata   | Bronze                          | Bronze  |
| ------------------------- | ------------------------------ | -------- | ------------------------------- | ------- | ------------------------------- | ------- |
| 100 metros                | José de Almeida · Brasil       | 10.7     | José Vicente Salinas · Chile    | 10.8    | Aloisio Queiroz Telles · Brasil | 10.9    |
| 200 metros                | José Vicente Salinas · Chile   | 21.9     | Aloisio Queiroz Telles · Brasil | 22.2    | Juan Anderson · Argentina       | 22.3    |
| 400 metros                | José Vicente Salinas · Chile   | 48.7     | Juan Anderson · Argentina       | 49.1    | Carlos Baroffio · Uruguai       | 50.3    |
| 800 metros                | Juan Anderson · Argentina      | 1:55.2 = | Néstor Gomes · Brasil           | 1:55.2  | Guillermo García · Chile        | 1:56.4  |
| 1 500 metros              | Miguel Castro · Chile          | 4:04.0   | Guillermo García · Chile        | 4:05.4  | Néstor Gomes · Brasil           | 4:05.6  |
| 3 000 metros              | Miguel Castro · Chile          | 8:55.0   | Roger Ceballos · Argentina      | 9:02.0  | Carmelo Di Gaeta · Uruguai      | 9:07.4  |
| 3 000 metros por equipe   | Chile                          |          | Peru                            |         |                                 |         |
| 5 000 metros              | Roger Ceballos · Argentina     | 15:44.0  | Atilio Rozas · Chile            | 16:07.6 | Juan Ruiz · Chile               | 16:27.2 |
| 10 000 metros             | Roger Ceballos · Argentina     | 32:58.0  | René Millas · Chile             | 33:32.8 | Juan Ruiz · Chile               | 33:48.2 |
| Marcha atlética 20 milhas | José Farías · Peru             | 2:05:08  | Manuel Ramírez · Chile          | 2:07:45 | Juan Becerra · Chile            | 2:14:08 |
| 110 metros barreiras      | Alfredo Mendes · Brasil        | 15.0     | Alfredo Egaña · Chile           | 15.9    | Neil McIntosh · Chile           | 16.6    |
| 400 metros barreiras      | José Vicente Salinas · Chile   | 56.0     | Ciro Vignoli · Uruguai          | 56.6    | Walter Rehder · Brasil          | 56.6    |
| 4×100 metros estafetas    | Chile                          | 42.4     | Brasil                          | 42.5    | Uruguai                         | 44.2    |
| 4×400 metros estafetas    | Chile                          | 3:24.8   | Brasil                          | 3:25.6  | Uruguai                         | 3:30.7  |
| Salto em altura           | Ícaro de Castro Mello · Brasil | 1.86 =   | Alfonso Burgos · Chile          | 1.86    | Julio Bastón · Uruguai          | 1.83    |
| Salto à vara              | Guillermo Chirichigno · Peru   | 3.50     | Fernando Montero · Chile        | 3.50    | José Gagliardi · Peru           | 3.50    |
| Salto em comprimento      | João Rehder Netto · Brasil     | 7.03     | Márcio de Oliveira · Brasil     | 6.85    | Víctor Daniels · Chile          | 6.72    |
| Salto triplo              | Juan Reccius · Chile           | 14.14    | Oscar Bringas · Peru            | 14.06   | Julio Bastón · Uruguai          | 13.83   |
| Arremesso de peso         | Carmine Di Giorgio · Brasil    | 13.69    | Hans Conrads · Chile            | 13.56   | Héctor Benapres · Chile         | 13.16   |
| Lançamento de disco       | Waldo Schönfeldt · Chile       | 40.44    | Héctor Benapres · Chile         | 39.88   | Manuel Consiglieri · Peru       | 39.67   |
| Lançamento do martelo     | Antonio Barticevic · Chile     | 46.00    | Assis Naban · Brasil            | 45.97   | Ricardo Bayer · Chile           | 45.71   |
| Lançamento do dardo       | Efraín Santibáñez · Chile      | 57.45    | Oswaldo Wenzel · Chile          | 56.31   | Juan Berger · Chile             | 51.65   |
| Decatlo                   | Oswaldo Wenzel · Chile         | 5992     | Erwin Reimer · Chile            | 5742    | Hermán Otto · Chile             | 5433    |
| Corta-Mato                | René Millas · Chile            | 54:54.6  | Manuel Ramírez · Chile          | 56:08.6 | Carlos Ibáñez · Chile           | 57:20.6 |

## Quadro de medalhas
| Ordem | País      | Medalha de ouro | Medalha de prata | Medalha de bronze | Total |
| ----- | --------- | --------------- | ---------------- | ----------------- | ----- |
| 1     | Chile     | 14              | 13               | 11                | 38    |
| 2     | Brasil    | 5               | 6                | 3                 | 14    |
| 3     | Argentina | 3               | 2                | 1                 | 6     |
| 4     | Peru      | 2               | 2                | 2                 | 6     |
| 5     | Uruguai   | 0               | 1                | 6                 | 7     |

Legenda
| Recorde mundial       | Recorde mundial (World record)               |                       | Recorde africano                      | Recorde africano (African) |                                           | Q | Classificado por posição (Qualified) |
| Recorde do campeonato | Recorde do campeonato (Championship record)  | Recorde da América    | Recorde da América (Americas)         | q                          | Classificado por melhor tempo (Qualified) |   |                                      |
| Melhor marca do ano   | Melhor marca do ano (World leading)          | Recorde asiático      | Recorde asiático (Asian)              | DNS                        | Não largou (Did not start)                |   |                                      |
| Recorde nacional      | Recorde nacional (National record)           | Recorde europeu       | Recorde europeu (European)            | DNF                        | Não terminou (Did not finish)             |   |                                      |
| Recorde pessoal       | Recorde pessoal do atleta (Personal best)    | Recorde da Oceania    | Recorde da Oceania (Oceania)          | DSQ / DQ                   | Desclassificado (Disqualified)            |   |                                      |
| Recorde da temporada  | Recorde da temporada do atleta (Season best) | Recorde sul-americano | Recorde sul-americano (South America) | NM                         | Sem marca (No mark)                       |   |                                      |